# چنار رازباشی
چنار رازباشی، روستایی از توابع بخش بیرانوند شهرستان خرم‌آباد در استان لرستان ایران است.
شغل:دامداری و کشاورزی
جمعیت این روستا ۵۲ نفر است
طایفه اصل مرز وتیره (رجب) نقی بیرانوند اکثریت جمعیت این روستا را تشکیل میدهند
بزرگان مرحوم شده این روستا
مرحوم قنبر علی فلاح
مرحوم ملک حسین میرزاده،
مرحوم مهدی رکرکی
مرحوم علی نظری،  میباشند
از خوبان این روستا میتوان به خدارحم فلاح و روح الله میرزاده مطلق اشاره کرد
دین مردم روستا یکتا پرست مسلمان و شیعه ۱۲ امامی میباشند
جاذبه های گردشگری:چشمه بزرگ چنار که  خواص معدنی را دارا میباشد

## جمعیت
این روستا در دهستان بیرانوند شمالی قرار دارد و براساس سرشماری مرکز آمار ایران در سال ۱۳۸۵، جمعیت آن ۶۲ نفر (۱۴خانوار) بوده‌است.